# Distretto di Cuenca (Huancavelica)
Il distretto di Cuenca è uno dei diciannove distretti della provincia di Huancavelica, in Perù. Si trova nella regione di Huancavelica e si estende su una superficie di 50.25 chilometri quadrati.